# جواز سفر إلكتروني

شعار جواز سفر إلكتروني عادة يتم طباعته على جواز سفر إلكتروني

جواز سفر إلكتروني (بالإنجليزية: biometric passport)‏ هو عبارة جواز سفر إلكتروني ورقي يحتوي على معلومات حيوية التي يمكن استخدامها لمصادقة هوية المسافرين. جواز السفر الإلكتروني يستخدم تقنية بطاقة ذكية، يشمل شريحة معالج دقيق وهوائي (لكل من الطاقة للشريحة والاتصالات) تكون في الغلاف الأمامي أو الخلفي أو صفحة في وسط جواز السفر الإلكتروني.

دول تستخدم جواز سفر إلكتروني:
جواز سفر إلكتروني متوفر للعامة
أعلنت عن توفر جواز سفر إلكتروني في المستقبل القريب